# Schloss Wernigerode
Das Schloss Wernigerode im sachsen-anhaltischen Wernigerode erhielt seine jetzige Gestalt im ausgehenden 19. Jahrhundert und wurde zu einem Leitbau des norddeutschen Historismus. Es beherbergt heute ein vielbesuchtes Museum.

## Geschichte

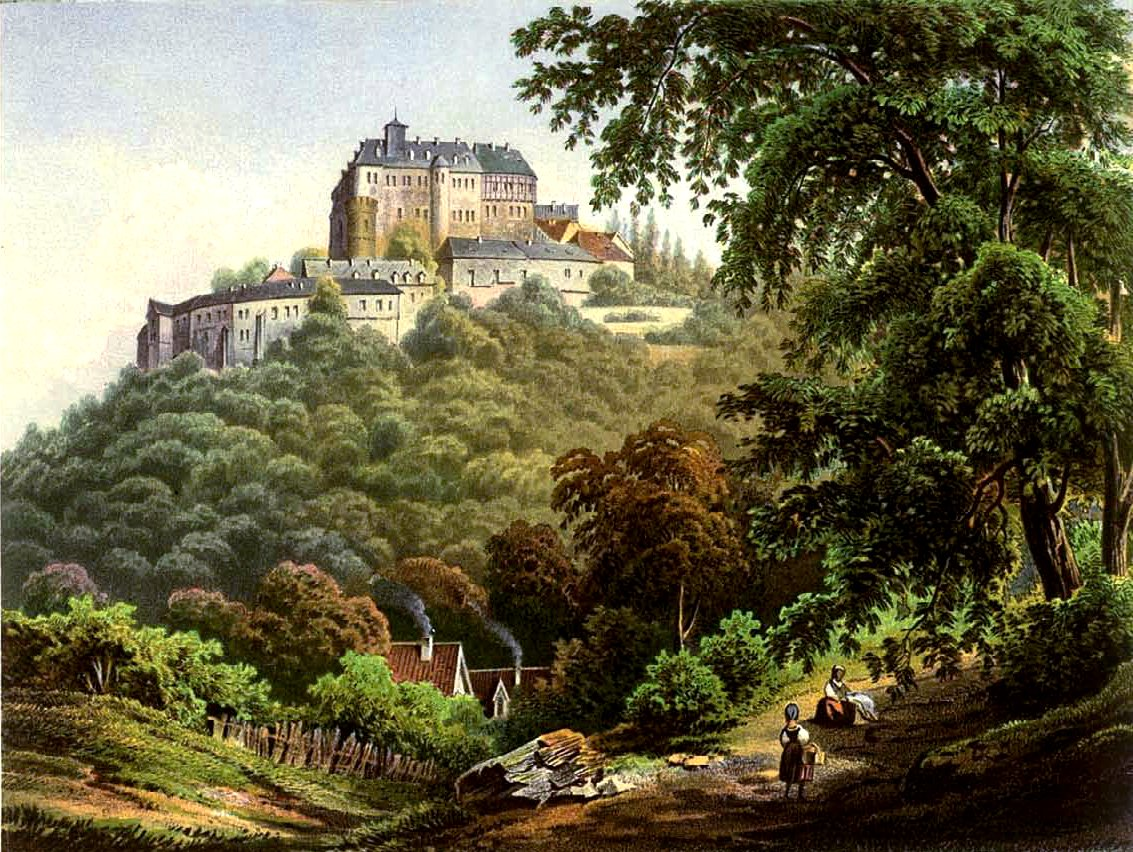
Schloss Wernigerode um 1860, Sammlung Alexander Duncker

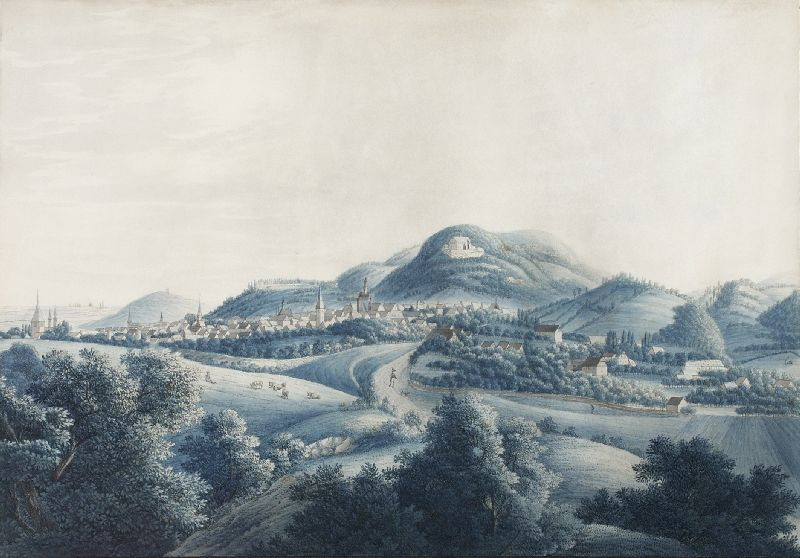
Wernigerode – Stadt und Schloss, ca. 1820

Die erste urkundliche Erwähnung eines Grafen von Wernigerode im Jahre 1121 ist gleichzeitig die Ersterwähnung der Rodungssiedlung Wernigerode, deren Anfänge jedoch etwa ein Jahrhundert früher zu datieren sind. Die Burg Wernigerode wurde zwischen 1110 und 1120 über der bereits bestehenden Siedlung Wernigerode erbaut. Ihre erste urkundliche Erwähnung als „Castrum Wernigerode“ stammt aus dem Jahr 1213. Sie galt damals als eine der festesten Burgen im Harzgebiet. Ihr Bauherr war Graf Adalbert, der im Jahr 1121 als „Comes de Wernigerothe“ zum ersten Mal in einer Urkunde des Halberstädter Bischofs Reinhard von Blankenburg genannt wurde. Die Grafen von Wernigerode stammten nicht aus dem Harz, sondern der ehemalige schwäbische Ministeriale Adalbert von Haimar, der im Hildesheimer Gebiet eine Grafschaft besaß, wurde erst durch Kaiser Heinrich V. am Nordharzrand angesiedelt, um hier die kaiserliche Machtstellung zu festigen.
Die Grafen von Wernigerode hatten ihre Herrschafts- und Besitzrechte in einem Bereich, der durch eine Vielzahl von anderen kleinen Territorialgewalten geprägt war. Unmittelbar benachbart waren die Grafen von Blankenburg und von Regenstein, mit denen es häufig Auseinandersetzungen gab.
Die Grafen ließen die Burg als ringförmige Anlage mit einer vieleckigen Ringmauer auf einer vorgeschobenen Bergkuppe des Agnesberges als gut verteidigungsfähige Höhenburg errichten. Zu ihren Füßen kreuzten sich zwei Handels- und Heerstraßen, was einer der Hauptgründe war, warum sich im Schutz der Burg zahlreiche Handwerker und Händler in Wernigerode niederließen. Auf der zur Siedlung Wernigerode hin liegenden Talseite wurden die notwendigen Wohngebäude direkt in den Mauerring eingefügt. Die dazu gehörenden Gebäude wie „Hofstubenbau“, „Steinernes Haus“, und „Neues Haus“ sind heute nur noch teilweise erhalten, da sie im 16. und 19. Jh. umgebaut wurden. Heute bestimmen sie in ihrer veränderten Gestalt große Teile der West- und Nordfassade des Schlosses und beherbergen im Museumsrundgang die Stilzimmer der Renaissance, des Barocks und Klassizismus sowie die sogenannten „Königszimmer“.
Der rasch anwachsenden Siedlung verliehen die Grafen von Wernigerode am 17. April 1229 das Stadtrecht nach dem Vorbild des benachbarten Goslar. Das weitgehend in sich abgeschlossene Territorium der Grafschaft Wernigerode, wie es über viele Jahrhunderte bestand, bildete sich hingegen erst 1343 heraus. Damals wurden die in einem verheerenden Nachbarschaftskrieg unterlegenen Grafen von Regenstein gezwungen, große Teile ihres Gebietes an die Grafen von Wernigerode abzutreten.
Innerhalb des heute so geräumig wirkenden Innenhofs befanden sich ursprünglich die Burgkapelle und der Bergfried. Beide Gebäude wurden bereits im 14. Jahrhundert abgerissen. Die Kapelle wurde durch eine neue, größere Kirche auf der Ostseite des Territoriums der Burg ersetzt. Die Funktion des Verteidigungsturmes übernahm der heute noch erhaltene, im 14. Jahrhundert erbaute Turm an der Nordwestecke des Burggeländes. Er hatte die Aufgabe, die Talseite der Burg mit dem Burgaufgang zu schützen.
Als die Grafen von Wernigerode 1429 in männlicher Linie ausstarben, übernahmen die verwandten Grafen zu Stolberg die Grafschaft Wernigerode und damit auch die Burg. Während der neu erworbene Besitz zunächst an Graf Heinrich von Schwarzburg verpfändet wurde, ließen sich im 16. Jahrhundert hier mehrere Vertreter der Grafen zu Stolberg nieder.
Zur besseren Verteidigung der Burg wurden vom 14. bis 16. Jahrhundert die ursprünglich hölzernen Palisaden über dem Ringgraben durch steinerne Ringmauern ersetzt. Um die Kernburg entstand ein zusammenhängendes Verteidigungssystem, das sich aus verschiedenen Gräben, Wällen, Mauern, Toren und Zwingeranlagen zusammensetzte und die Burg bis hinein in das 16. Jahrhundert nahezu uneinnehmbar machte. So wurde sie auch während des deutschen Bauernkrieges, im Gegensatz zu den Burgen Hohnstein, Stolberg und Heimburg, nicht von den Aufständischen erobert. Diese militärische Bedeutung wurde jedoch im 17. Jahrhundert durch die Entwicklung schwererer Feuerwaffen und die damit verbundenen entscheidenden Veränderungen in der Kriegsführung aufgehoben. Während des Dreißigjährigen Krieges konnte die Burg nicht mehr verteidigt werden und wurde nach Auseinandersetzungen mit Vertretern der Stadt Wernigerode als Herrschaftssitz aufgegeben und die stolbergische Residenz nach Ilsenburg verlegt. Sie wurde von den Grafen verlassen und stand jahrelang leer. Durchziehende Truppen plünderten das Inventar, und die Mauern und Gebäude verfielen. Erst nach Beendigung das Dreißigjährigen Krieges entschlossen sich die Grafen, die Burg wieder instand setzen zu lassen. In der Zeit von 1671 bis 1676 wurde die Burg in ein barockes Wohnschloss umgebaut, das keine militärische Verteidigungsfunktion mehr hatte. Den Schwerpunkt der Bautätigkeit in dieser Zeit bildete die Errichtung eines neuen barocken Fachwerkbaues, des sogenannten „Sommerbaues“, an der Südseite des Schlosses. Der Eingang zum Oberschloss dieses „Sommerbaues“ erfolgte damals über eine Terrasse, die sich bis in die Mitte des heutigen Innenhofes erstreckte. Das mit Wappen und geschnitzten Engeln verzierte hölzerne Portal dient heute noch als Fenstereinfassung, da die Zugangsterrasse verlagert wurde.
Der junge Graf Christian Ernst zu Stolberg-Wernigerode, dem die Herrschaft 1710 durch Erbfolge zugefallen war, verlegte seinen Hofhaltungssitz wieder nach Wernigerode zurück. In der zweiten Hälfte des 19. Jahrhunderts wurde dieses Barockschloss architektonisch noch einmal entscheidend verändert. Nach seinem Regierungsantritt im Jahre 1858 begann Graf Otto zu Stolberg-Wernigerode erst kleinere, dann immer umfangreichere Um- und Neubauten am Schloss durchführen zu lassen. Dem gewachsenen Repräsentationsbedürfnis des Grafen, der als Präsident des preußischen Herrenhauses und als Vizekanzler des Deutschen Reiches zeitweise sehr maßgebliche politische Ämter ausübte, genügte das einfache und provinzielle Barockschloss nicht mehr. Er ließ es zwischen 1862 und 1885 zu einem geräumigen, repräsentativen Prunkschloss umbauen.
Der Innenhof des Schlosses erhielt seine malerische Gestaltung. Dabei entstand auch die 1880 nach Plänen des Wiener Architekten Friedrich von Schmidt vollendete Schlosskirche. Die Kerbschnitzereien in den Brüstungsfeldern des Neorenaissancefachwerks am von 1878 bis 1881 errichteten Saalbau und am Holzhaus schuf der Wernigeröder Holzbildhauer Gustav Kuntzsch. Im historistischen, vorwiegend neugotischen Stil entstand damals mit rund 250 Räumen und zahlreichen Türmen und Einzelgebäuden, die untereinander durch Treppen verbunden sind, der heutige Gebäudekomplex. Den besonderen Wert des Schlosses machen seine innenarchitektonischen Details, wie die Kassettendecken, Wandvertäfelungen und Parkettfußböden aus.
1929 wurde das Schloss als ständiger Wohnsitz der Familie der Fürsten zu Stolberg-Wernigerode aufgegeben, die umfangreiche Bibliothek war bereits 1827 in das leerstehende Gebäude der Orangerie verlegt worden. Teile der Außenanlagen und inneren Räumlichkeiten des Schlosses konnten von April 1930 bis Ende Dezember 1943 im Rahmen von Führungen gegen Entgelt öffentlich besichtigt werden. Jährlich besuchten damals über 40.000 Personen das Schloss. Ab 1944 wurde der größte Teil des Schlosses von der Rüstungskontor GmbH für Wohnzwecke genutzt. Botho Fürst zu Stolberg-Wernigerode als Eigentümer des Schlosses wurde 1945 durch die Bodenreform enteignet.
Mitte Dezember 1946 kam es zu einer unkontrollierten Zerstörung aller historischen Waffen und Rüstungen sowie der Gemälde von Personen in Uniformen oder mit militärischen Ehrenzeichen durch sowjetische Militärangehörige.
Die im Schloss befindliche gewesene Außenstelle der Kulturstiftung Sachsen-Anhalt wurde von Konrad Breitenborn geleitet.

## Museum

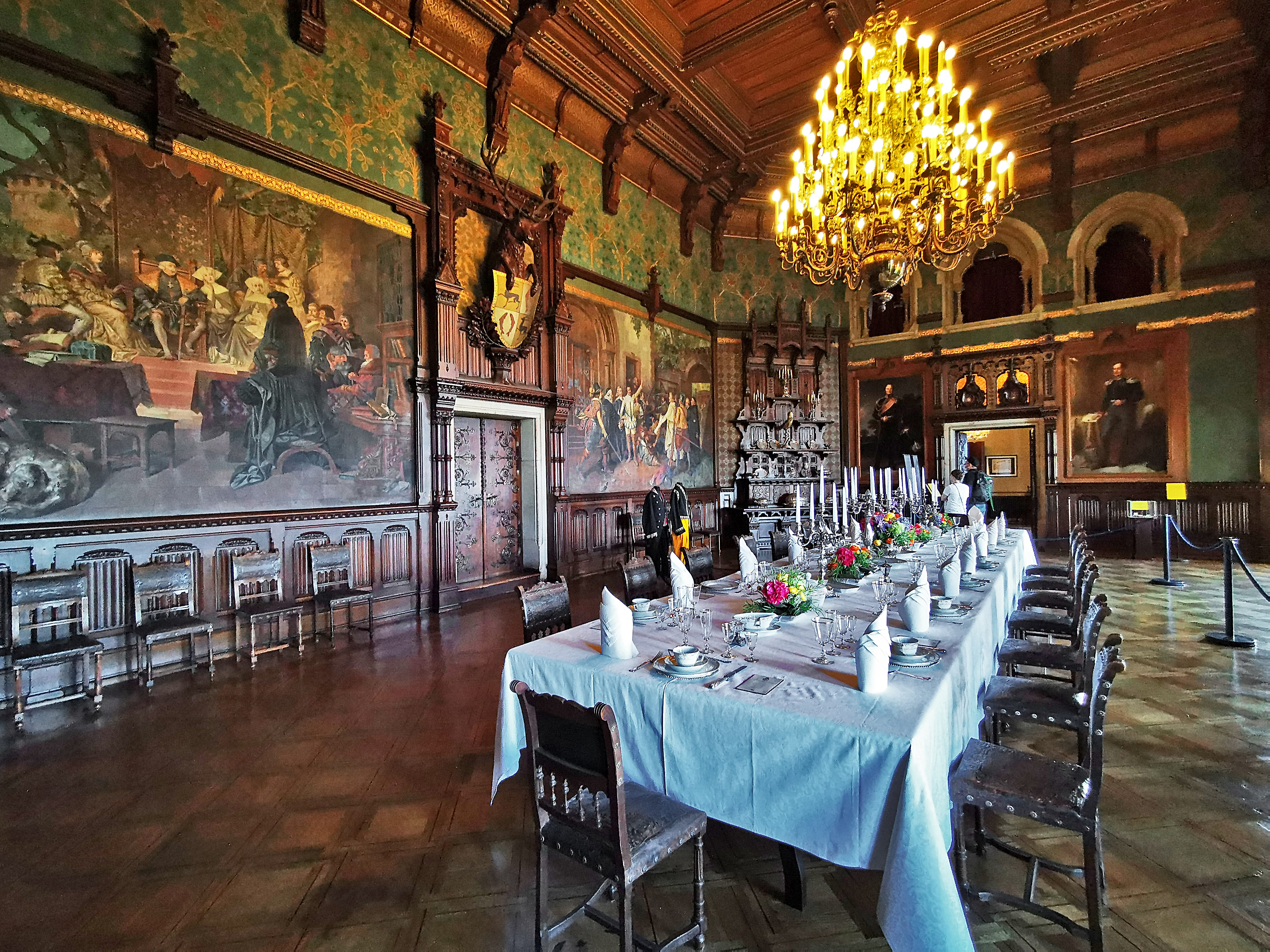
Speisesaal im Schloss Wernigerode

Im Schloss wurde nach Übergabe an die Stadt Wernigerode 1946 ein „Feudalmuseum“ eingerichtet, „das nicht nur den Glanz früherer Jahrhunderte, sondern auch deren Elend dokumentiert“. Dafür wurden unter anderem aus den Schlössern Blankenburg und Ilsenburg „Möbel, Kisten und Kasten herangeschafft“, wie der Spiegel in einer Reportage 1949 berichtete. Die Ausrichtung des Museums beschreibt der Spiegel-Autor wie folgt: „Sinnige Hinweisschilder an den Ausstellungsstücken geben die Richtung an. „Dem Fürsten das Prunkbett, den Untertanen der Strohsack“, steht an einem altmodisch geschnitzten Alkoven.“ Der Museumsführer drehe täglich „viermal dieselbe Walze vom degenerierten Adel im Untergang, frei nach Ludwig Renn.“
Von 1990 an firmierte das Schloss zunächst als Schlossmuseum und dient seit 1998 als erstes deutsches museales Zentrum für Kunst- und Kulturgeschichte des 19. Jahrhunderts. In annähernd 50 Räumen werden original eingerichtete Wohnräume des deutschen Adels vor 1918 sowie thematische Räume zur Geschichte der Familie Stolberg-Wernigerode und zum zweiten deutschen Kaiserreich gezeigt. Unter anderem befindet sich im Speisesaal eine festlich eingedeckte Tafel, welche die Tafelkultur des Adels vor 1918 repräsentiert. Zusätzliche Schwerpunkte sind außerdem Kunsthandwerk und Möbel vom 16. bis ins 19. Jahrhundert. In einem Raum sind Exponate mit den dazugehörigen originalen Kommentaren aus der Zeit des „Feudalmuseums“ ausgestellt.

## Galerie

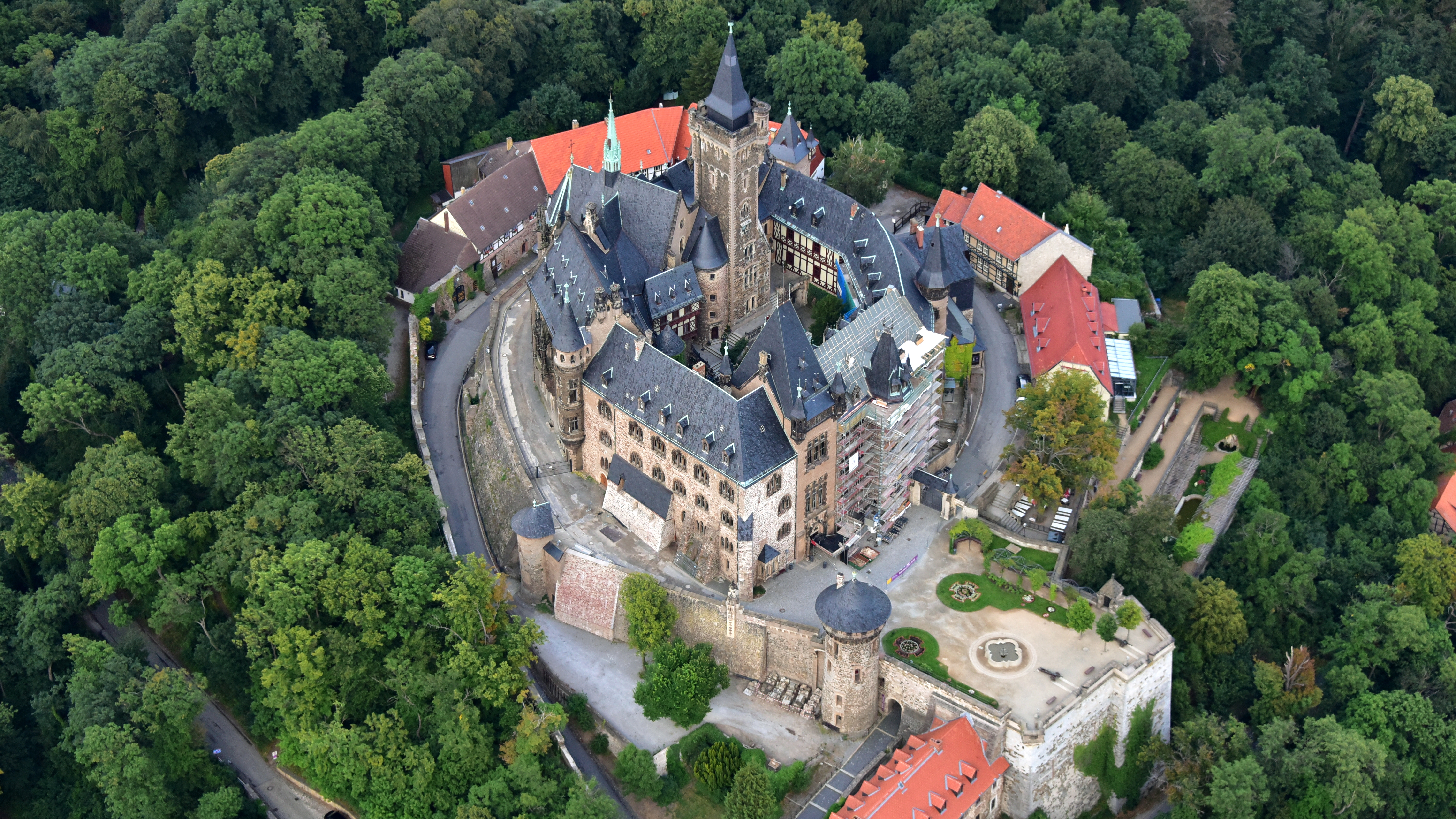
Schloss Wernigerode, Luftaufnahme (2019)
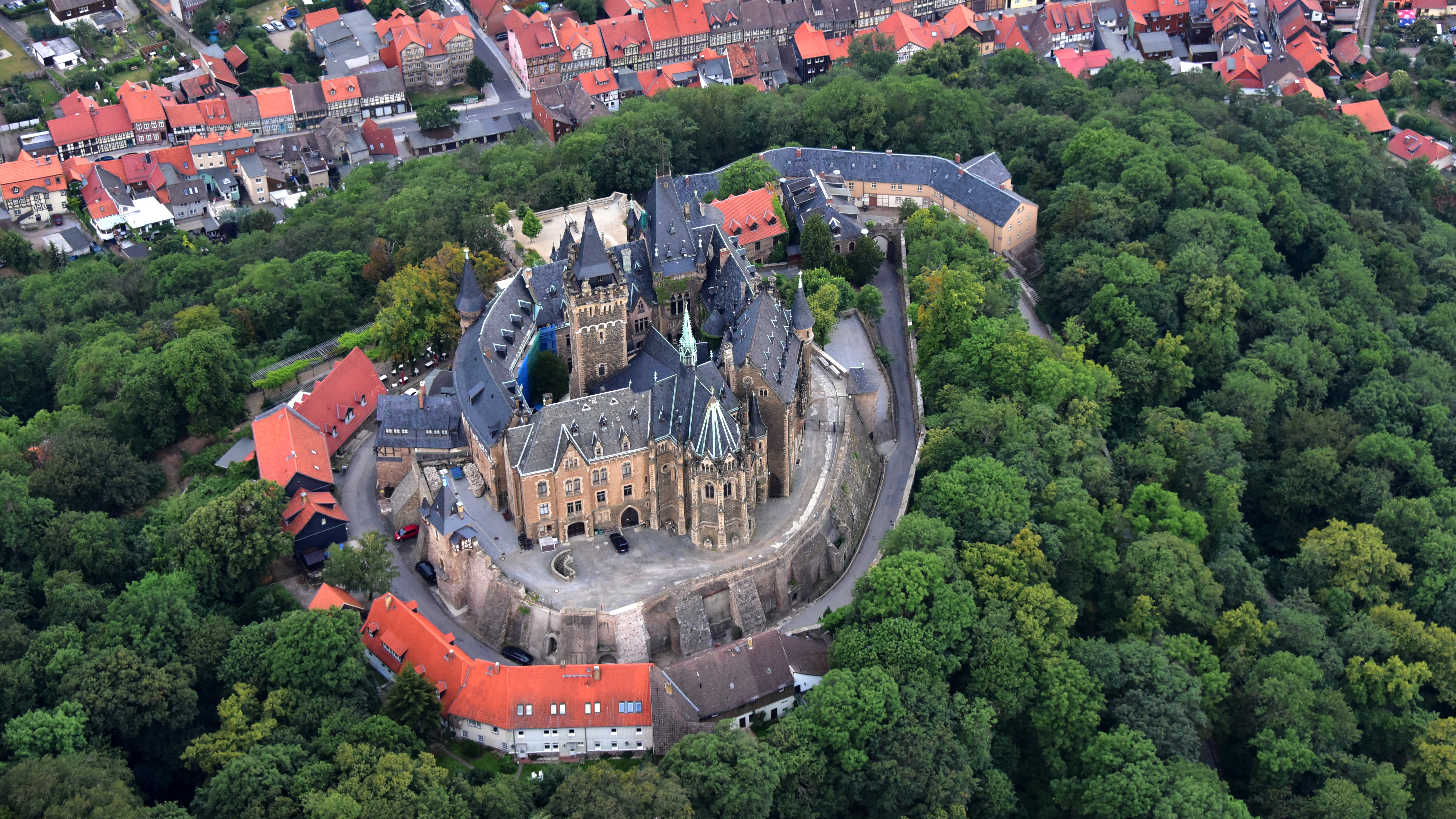
Schloss Wernigerode, Luftaufnahme (2019)
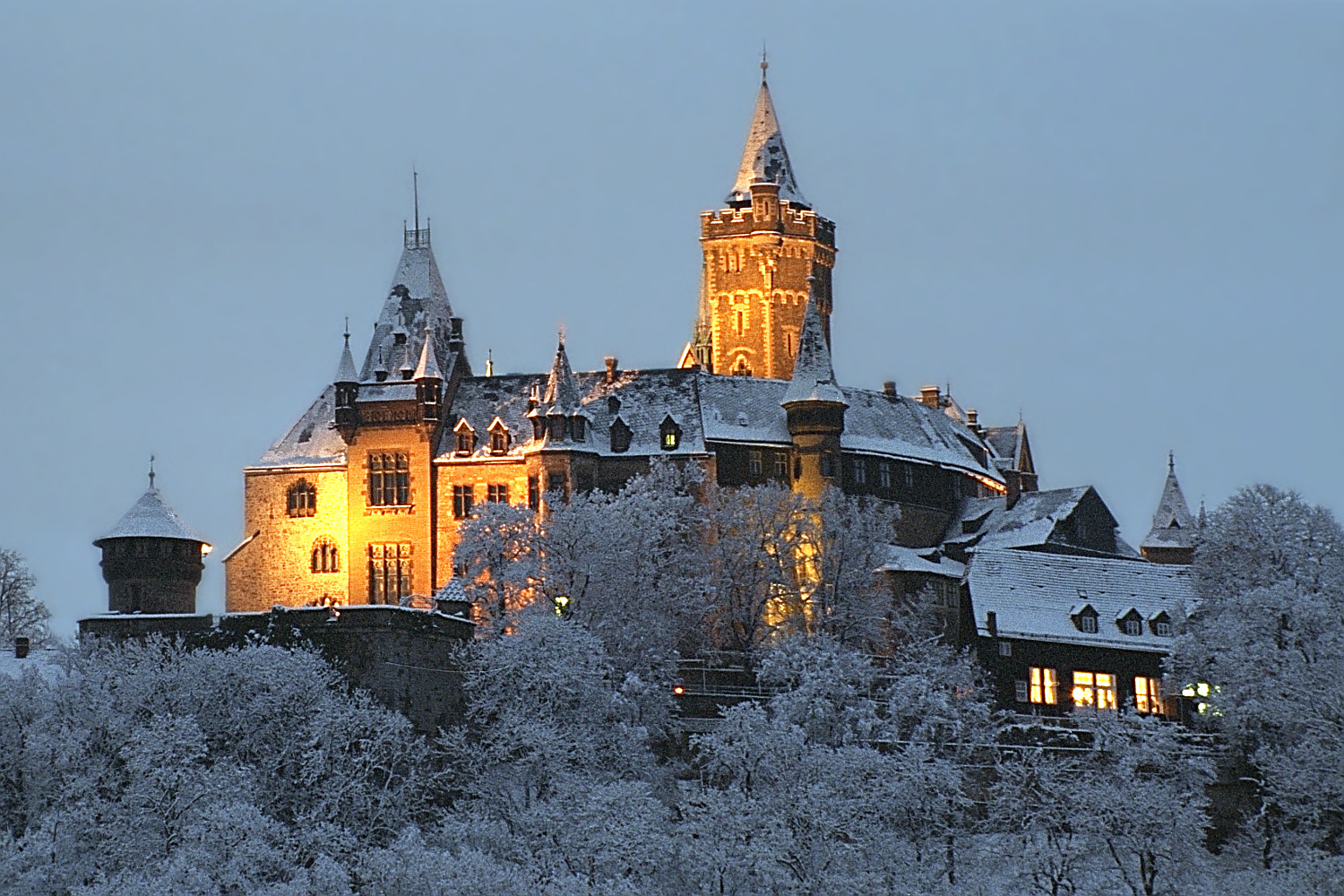
Schloss Wernigerode im Winter
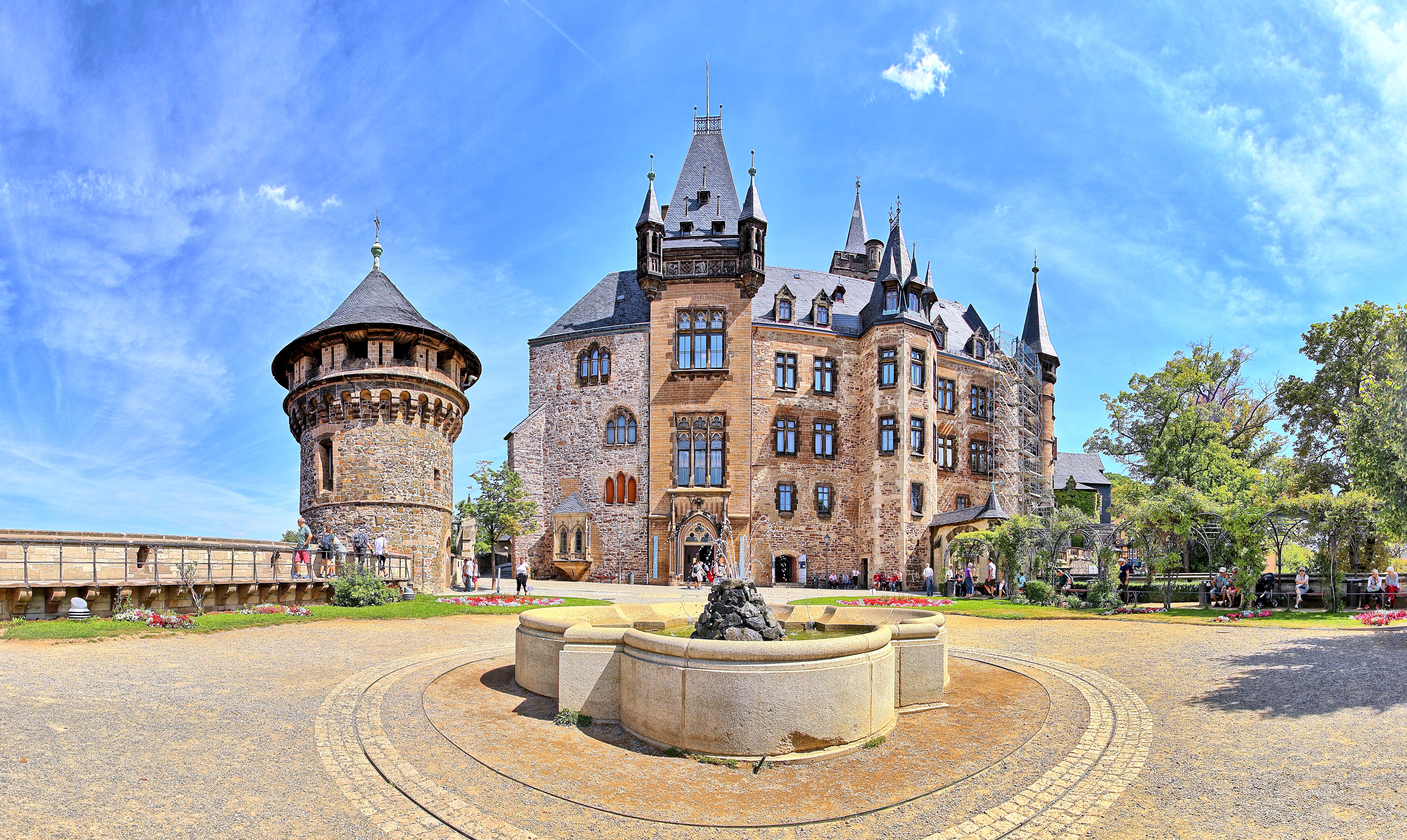
Ansicht von der Schlossterrasse
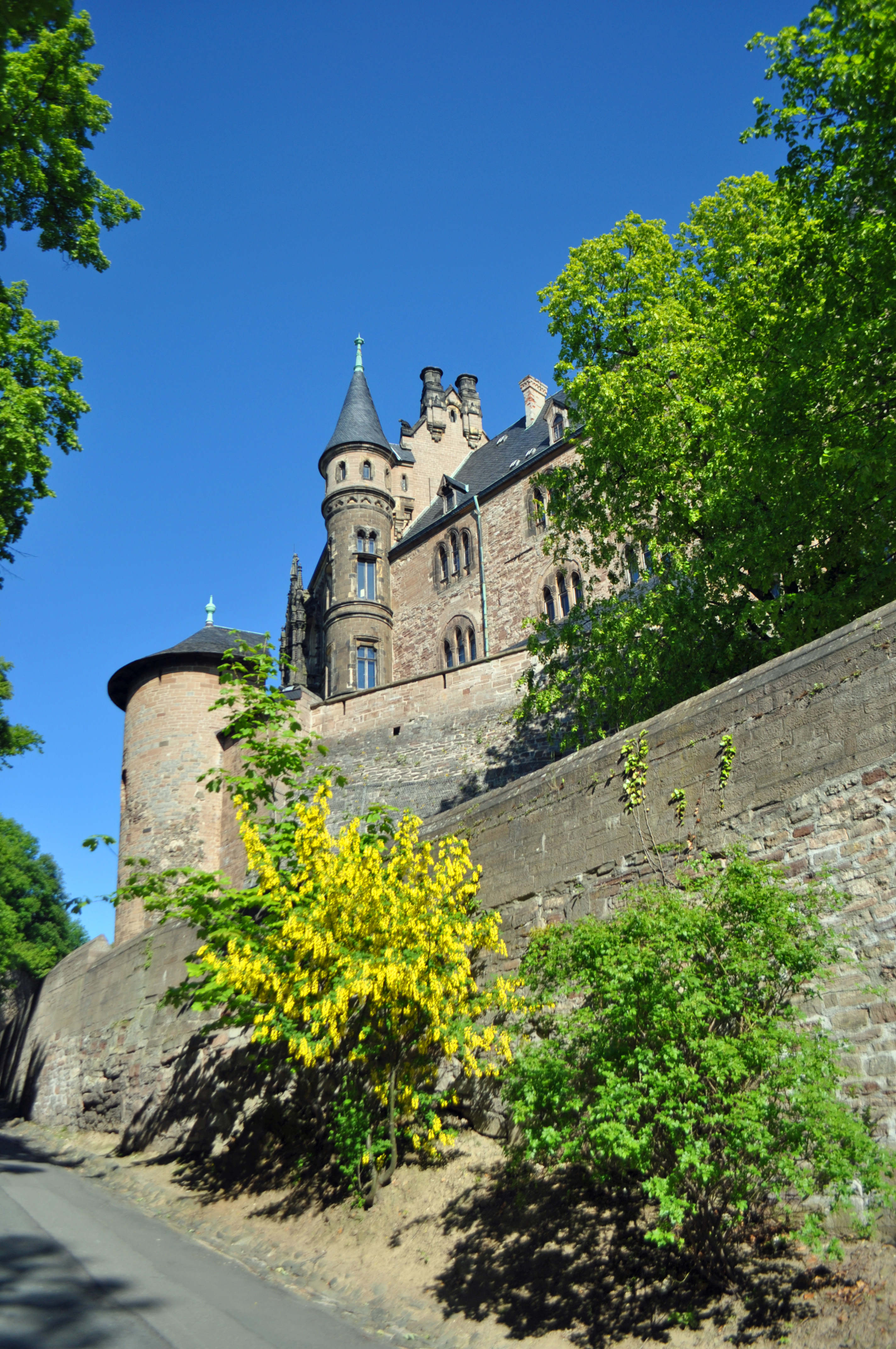
Aufgang zum Schloss
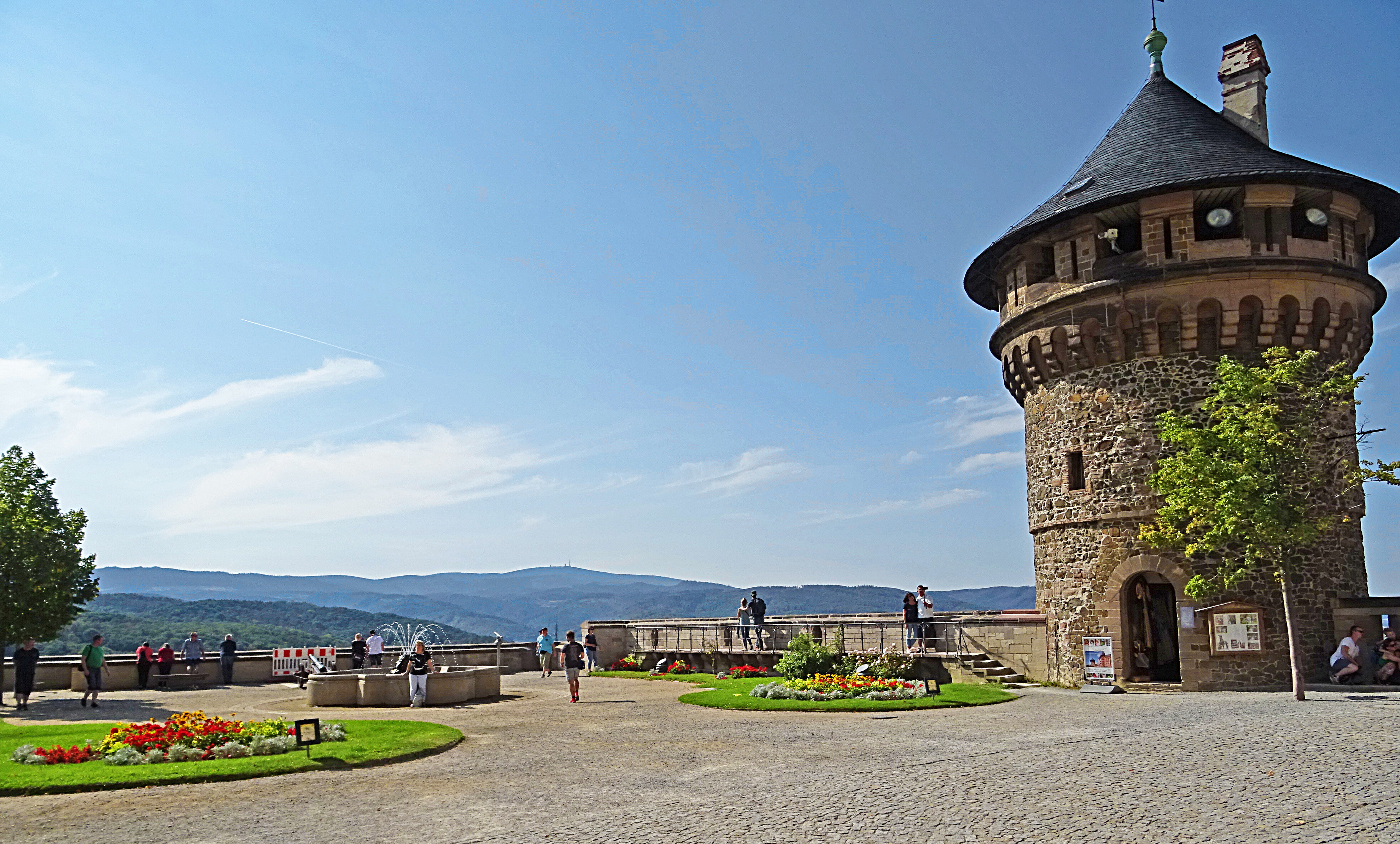
Schlossterrasse
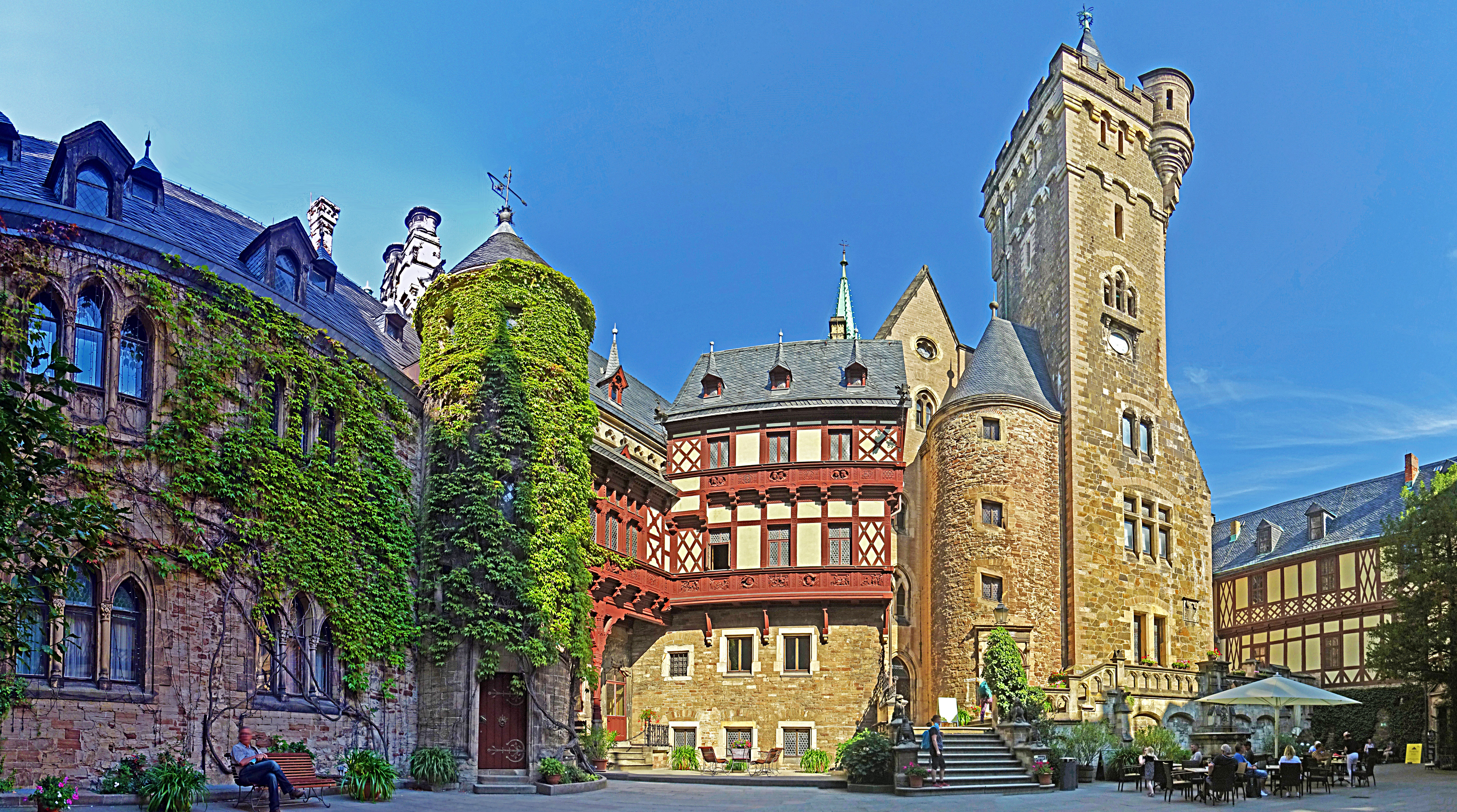
Innenhof
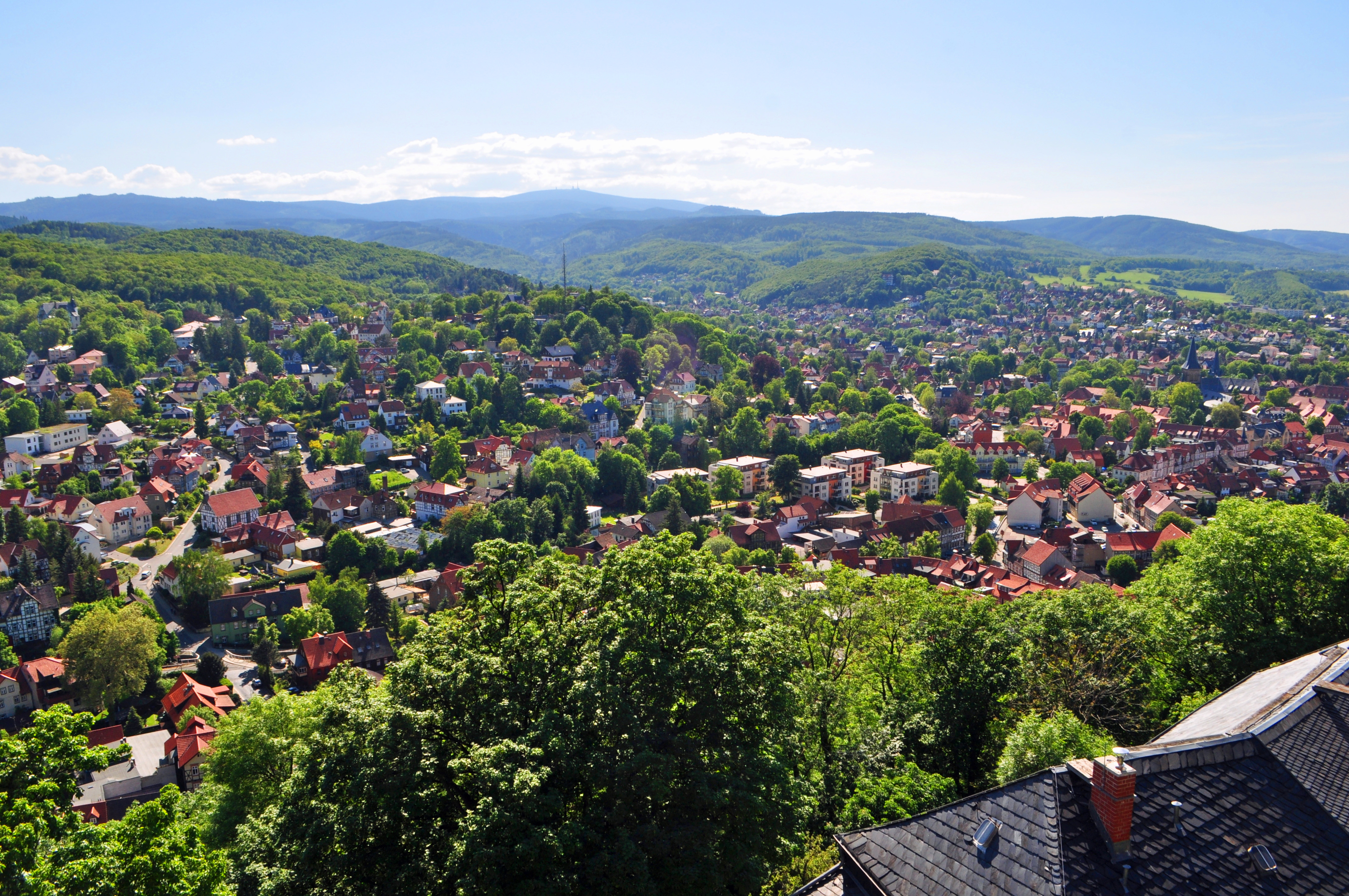
Aussicht von der Schlossterrasse auf Brocken und Wernigerode
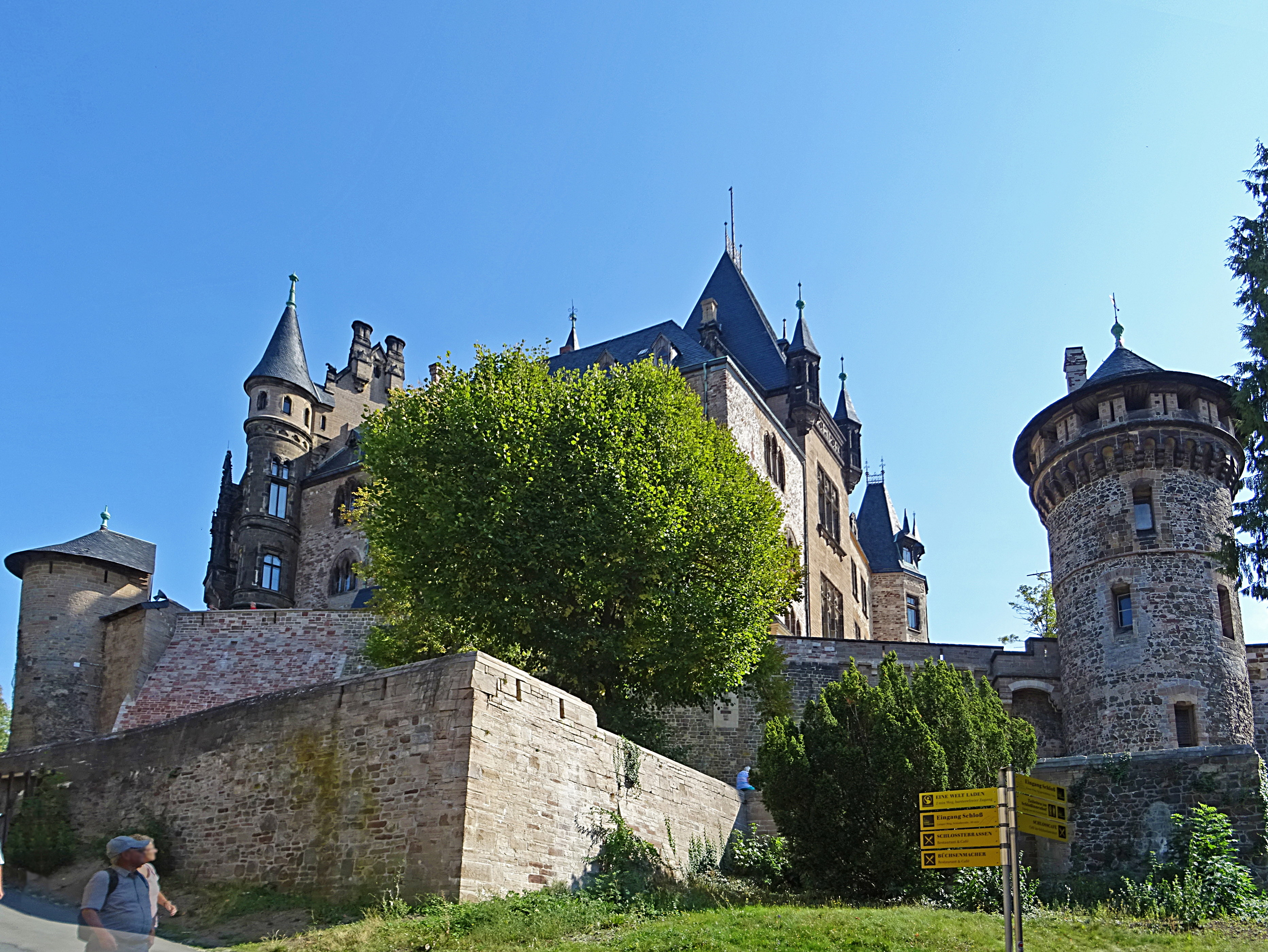
Wehranlagen und Befestigungen
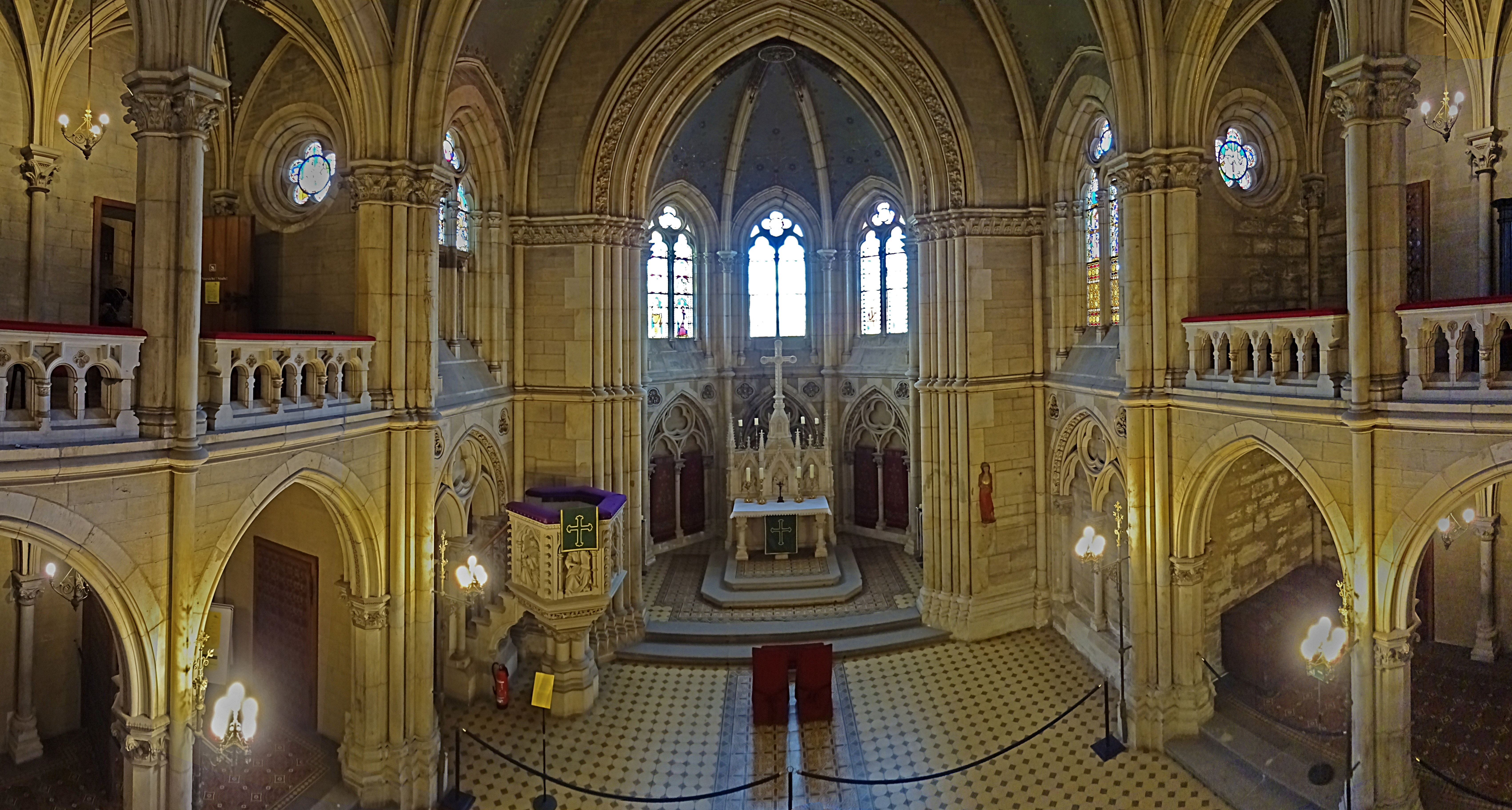
Schlosskirche St. Pantaleon und Anna